# Giovanni Battista Marchetti
Giovanni Battista Marchetti, oder Giovan Battista Marchetti (* 1686 in Predore; † 15. August 1758 in Brescia), war ein italienischer Architekt.

## Biografie
Giovanni Battista Marchetti wurde in Predore als Sohn von Cristoforo und Caterina Fedrighini geboren.
1695 zog er nach Brescia, als Gast bei seinem Onkel und Meister Bernardo Fedrighini, dem Leiter der Arbeiten am neuen Dom, die Kathedrale von Santa Maria Assunta oder besser gesagt die Sommerkathedrale von Santa Maria Assunta.
Marchetti arbeitete zunächst mit seinem Onkel für den Palast Martinengo Palatini und entwarf später zahlreiche Werke sowohl für die Stadt Brescia als auch für die Provinz.
Er war in Brescia, dessen Staatsbürgerschaft er 1718 erlangte, sehr aktiv. Sein Name ist vor allem im Zusammenhang mit dem 1716 begonnenen Palast Fè d'Ostiani bekannt, nachdem er ein Projekt von Manfredi von Bologna verändert hatte. Marchetti wandelte den Palast in einen typischen Barockpalast mit reichen Dekorationen um.
Sein Sohn, Abt Antonio Marchetti (1724–1791), hinterließ uns eine umfangreiche Dokumentation über das Werk seines Vaters, das den Übergang vom Barock zum Klassizismus und die Bedeutung des Vaters für die Kultur Brescias aufzeigt.
1727 vollendete Marchetti die Kapellen des Allerheiligsten Sakraments in der Pfarrkirche von Concesio und die beiden angrenzenden Kapellen, die dem Heiligen Karl Borromäus und der Heiligen Katharina von Alexandrien gewidmet sind.
Vier Jahre später schuf er die zweite Kuppel von Santa Maria dei Miracoli (1731) in Brescia und den Zentralbau der Villa Avogadro in Rezzato.
1733 war ein sehr bedeutendes Jahr, denn nach dem Tod seines Onkels erhielt er den Auftrag, die Arbeiten an der neuen Kathedrale zu beaufsichtigen, den er für den Rest seines Lebens behielt.
Im folgenden Jahr übernahm er auch die Leitung der Arbeiten an der Kirche Santa Maria della Pace nach einem Plam des venezianischen Architekten Giorgio Massari.
Im Jahre 1740 baute er die Kanzlei und das Portal des Bischofssitzes und begann mit den Arbeiten an der Pfarrkirche von Padernello, welche 6 Jahre dauerten.
In den folgenden Jahren arbeitete er für die Rosenkranzkapelle in San Clemente (1743–1747), für die Biblioteca Queriniana (1745–1747), für einen Friedhof in Bagnolo Mella (1746), für das Kircheninstitut Sant'Eustachio in Brescia (1747), für die Bibliothek des Klosters San Giuseppe (1757–1758).
Unter den entworfenen und gebauten Wohngebäuden ist der Soardo Bruni-Conter zu nennen, der sich durch den spektakulären Innenhof auszeichnet; die Gambara, heute Sitz des Bischofsseminars von Sant'Angelo; das Atrium, das Treppenhaus und der Pavillon des Gartens Martinengo di Padernello, Rekonstruktion eines vorhanden aus dem 15. Jahrhundert, mit einem Innenhof mit überlappenden Reihen.
In seinen letzten Jahren wurde Marchetti, der an gesundheitlichen Problemen und zunehmender Erblindung leidet, von seinem Sohn Antonio unterstützt.
Giovanni Battista Marchetti starb in Brescia am 15. August 1758.